# Христо Райчинов
Христо Николов Райчинов или Райчанов е български юрист, опълченец и общественик от Македония.

## Биография
Роден е на 3 март 1890 година в град Ресен, тогава в Османската империя. Завършва Битолската българска класическа гимназия. След това следва в Софийски университет, където завършва право. Работи като адвокат в София. При избухването на Балканската война в 1912 година Христо Райчинов се записва доброволец в Македоно-одринското опълчение на Българската армия, в нестроева рота на Осма костурска дружина.
Развива широка дейност в подкрепа на македонските българи в София и става член на контролната комисия на Ресенското благотворително братство „Трайко Китанчев“ в 1926 година. Избран е за председател на Ресенското братство след Коста Николов след 1941 година.
Роднината му Никола Райчниов е куриер на ВМОРО.